# Mesquita Bajrakli
La Mesquita Bajrakli (en serbocroat: Бајракли џамија) és una antiga i coneguda mesquita de Belgrad, capital de Sèrbia. És al carrer Gospodar Jevremova, al districte de Dorćol, i la construïren durant la dominació otomana al voltant del 1575. És l'única sobre 273 que van arribar a existir a la ciutat, que ha pervingut fins hui. Fou església catòlica durant la breu dominació austríaca entre el 1717 i el 1739, tot i que va reprendre la seua funció com a mesquita després de tornar Belgrad a mans turques aqueix any. El 2004, va sofrir alguns actes vandàlics, tot i que la van reparar més tard.

## Història
De les 273 antigues mesquites i molts llocs de culte més petits (masŷid), la Mesquita Bajrakli és l'únic monument d'arquitectura religiosa islàmica encara conservat i actiu a Belgrad. Es troba a la vora del Danubi, a prop de la cruïlla amb el carrer Kralja Petra. En el passat, destacava en una àrea de cases més baixes, en un barri comercial i artesà molt concorregut de Belgrad, anomenat Zejrek.
En les descripcions del Belgrad del segle xvii, del viatger otomà Evlija Čelebi, es conserva una imatge pintoresca de la ciutat durant l'època del domini turc, amb diferents edificis d'arquitectura islàmica. La Mesquita Bajrakli fou descrita en la segona meitat del segle xix per historiadors i viatgers com ara Konstantin Yirichek, Giuseppe Barbanti Brodano, i per l'arquitecte i etnòleg Felix Kanitz. Se suposa que es construí damunt un altre lloc de culte, masŷid, segurament en la segona meitat del segle xvii, com a llegat del soldà turc Solimà II (1687-1691). Li van donar noms dels primers reformadors: primer es deia Mesquita de Čohadži- hajj Alia i més tard Mesquita d'Hussein-Ćehaja, mentre que el nom actual és de la fi del segle XVIII o primeria del XIX. En ser la mesquita principal, s'hi allotjava també el “mawakit”, l'home que calculava el temps d'Hègira (que parteix de l'any 622, és a dir, de l'any de l'Hègira o any d'emigració del profeta Mahoma de La Meca a Medina), que computava els dies sagrats, regulava el mecanisme del rellotge i hissava la bandera al minaret com a senyal del començament de resos simultanis en altres llocs de culte de Belgrad. Durant el govern austríac, els 1717-1739, va servir com a  catedral catòlica; amb la tornada dels turcs el 1741 se li'n va retornar la funció original. En el segle xix la van reformar els governants de la dinastia Obrenović, el príncep Mihailo III i el rei Alexandre I de Sèrbia.
El príncep Mihailo Obrenović ordenà al 1868 al ministre d'educació i afers eclesiàstics que triàs una mesquita i l'habilitàs per al culte religiós musulmà. En aqueixa època, a part de la mesquita, es renovà també la casa del pati que n'hi havia al costat. El ministre d'educació i afers eclesiàstics envià el 10 de maig del 1868 al Consell d'Еstat del Principat de Sèrbia una acta amb aquest contingut:
“Perquè els mahometans que per negocis es troben a Belgrad no es queden sense consol religiós, Sa Excel·lència ha fet manar que una de les mesquites del lloc s'arregle com a lloc de culte. Conforme a aquesta alta ordre, la Mesquita Bajrak hi ha estat triada com la més apropiada i el ministre de construcció, segons la meua petició, ha enviat experts per a revisar aquesta mesquita i una casa limítrofa, en què el mul·là s'allotjarà…”
Pel decret del príncep Mihailo Obrenović, de maig del 1868, el ministre d'educació i afers eclesiàstics estava autoritzat a “remunerar el mul·là amb 240 escuts i el muetzí amb 120 escuts a l'any” mentre que els administradors de la mesquita també es mantenien gràcies als beneficis dels immobles. El primer imam i el muetzí de la Mesquita Bajrakli foren designats aqueix mateix any.
En el període entre les dues guerres mundials, la mesquita fou renovada fins i tot per l'Ajuntament de Belgrad i l'any 1935 fou protegida per primera vegada pel Decret de la protecció d'antiguitats de Belgrad. La restauració se'n feu alguna volta després de la Segona Guerra mundial pel Comité Popular de la Ciutat de Belgrad i l'Institut de Protecció i Investigació dels Monuments Culturals i des de mitjan seixanta també per l'Institut de Protecció del Patrimoni Cultural de Belgrad. Després dels danys més recents, de l'any 2004, s'hi feren obres de conservació, sanejament i reparació de la façana de pedra i renovació dels buits de finestres.

## Arquitectura
L'arquitectura de la mesquita és d'un únic espai cúbic amb cúpula i minaret. De murs gruixuts i amb pocs buits, fou construïda en pedra i alguns segments en rajola i pedra. La construcció és de planta quadrada i la cúpula octogonal està suportada pels arcs orientals voltats i nínxols. El nombre de buits de finestres és irregular a les façanes mentre que en cada costat del tambor de la cúpula hi ha una finestra. Els suports de la cúpula i totes les obertures acaben en els típics arcs ogivals orientals. Al costat exterior nord-oest se situa el minaret, una torre esvelta amb teulada cònica i el balcó circular del muetzí a la part més alta. Enfront de l'entrada, a dins es troba el lloc més sagrat –el mihrab, una fornícula poc fonda amb decoració luxosa a la volta, orientada cap a la ciutat sagrada de La Meca cap al sud-est, mentre l'elevat púlpit de fusta (mínbar) és a la dreta del mihrab, al racó sud-oest. Sobre l'entrada hi ha una galeria de fusta (mahfil) des de la qual també s'arriba al balcó del minaret.
La decoració interior de la mesquita és molt sòbria. Les parets no estan pas enguixades, tenen motllures poc fondes, amb pocs motius florals i geomètrics estilitzats i inscripcions cal·ligràfiques dels versos del llibre sagrat musulmà, l'Alcorà, i dels noms dels primers imams i califes, igual que les inscripcions amb els noms de Déu, és a dir Al·là, en escriptura àrab en unes taules ornades (levhas). Davant l'entrada a la mesquita abans hi havia un pòrtic voltat amb tres cúpules. Al pati hi ha una font d'ablució i la inacabada escola religiosa (madrassa) amb biblioteca. La Mesquita Bajrakli representa el centre de la cultura islàmica més important de Belgrad. Ara la mesquita no es pot pas apreciar íntegrament  dins l'ambient d'edificis residencials de major alçada del carrer Gospodar Jevremova.
Per la seua antiguitat i singularitat, per conservar la seua funció autèntica i per representar l'arquitectura religiosa i la cultura islàmica, és protegida per l'estat com a Monument Cultural des del 1946; i des del 1979 ha estat declarada Bé Cultural de gran interés (Resolució, Butlletí Oficial de SRS, núm. 14/79).

## Galeria

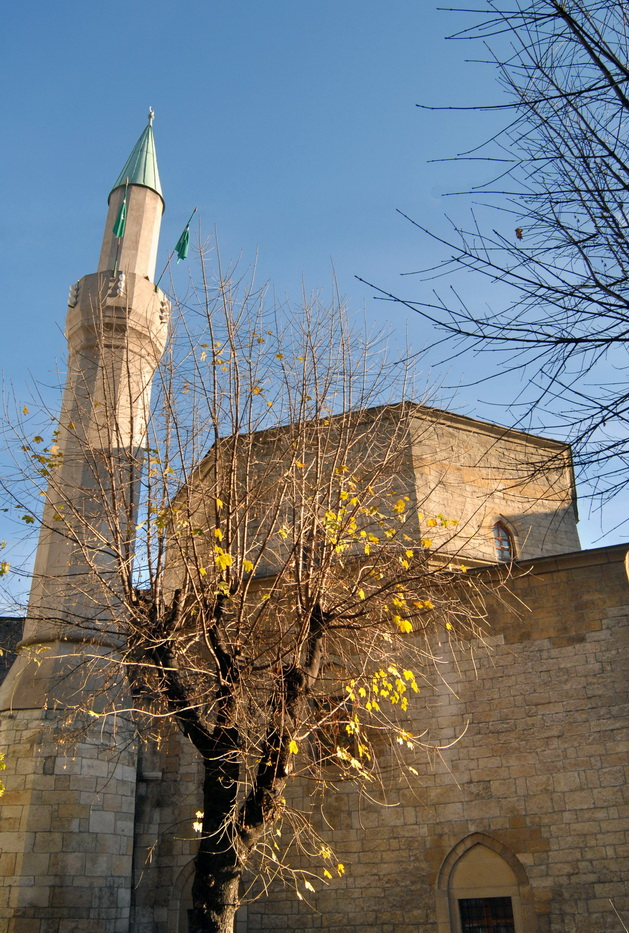
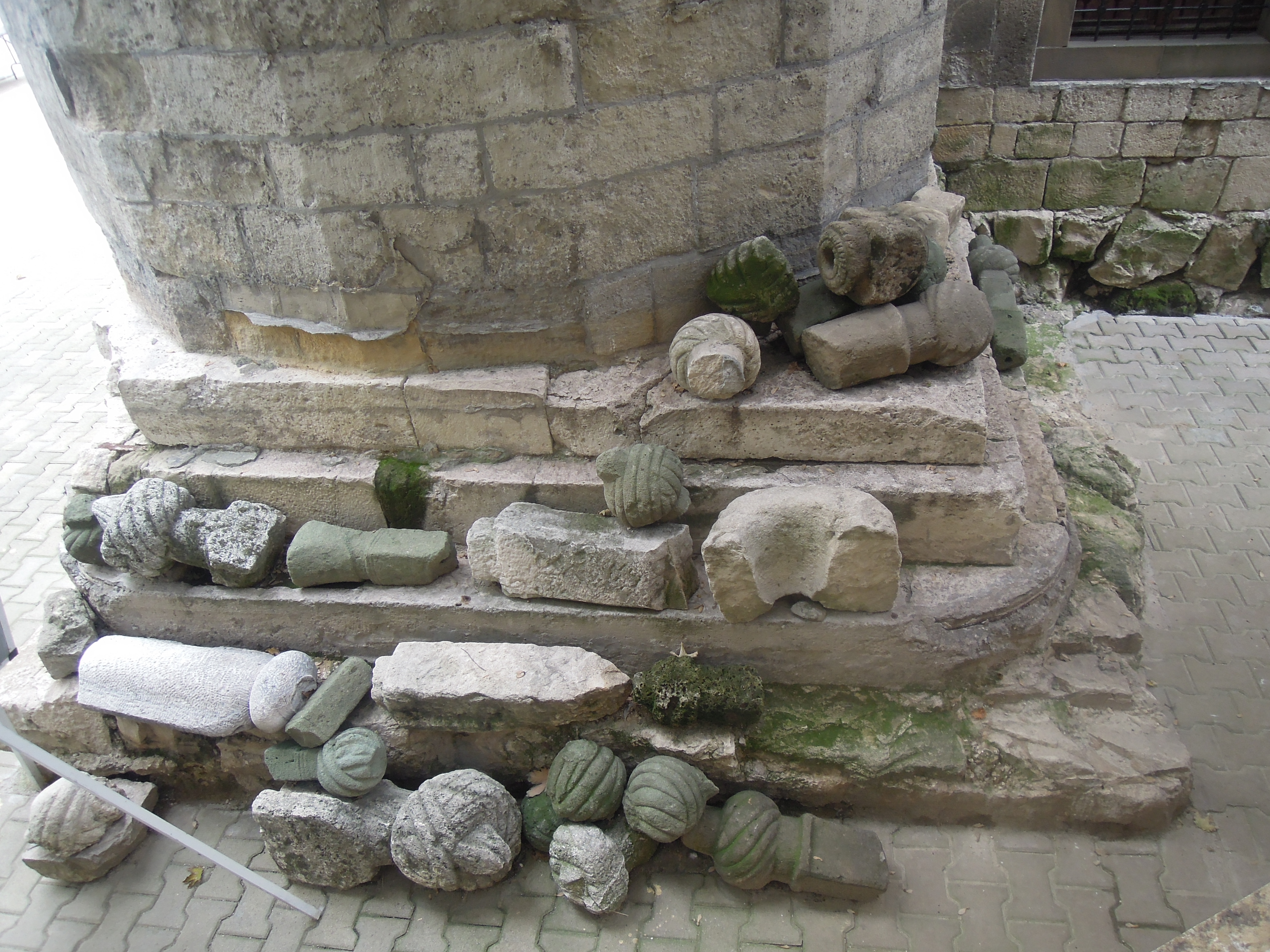
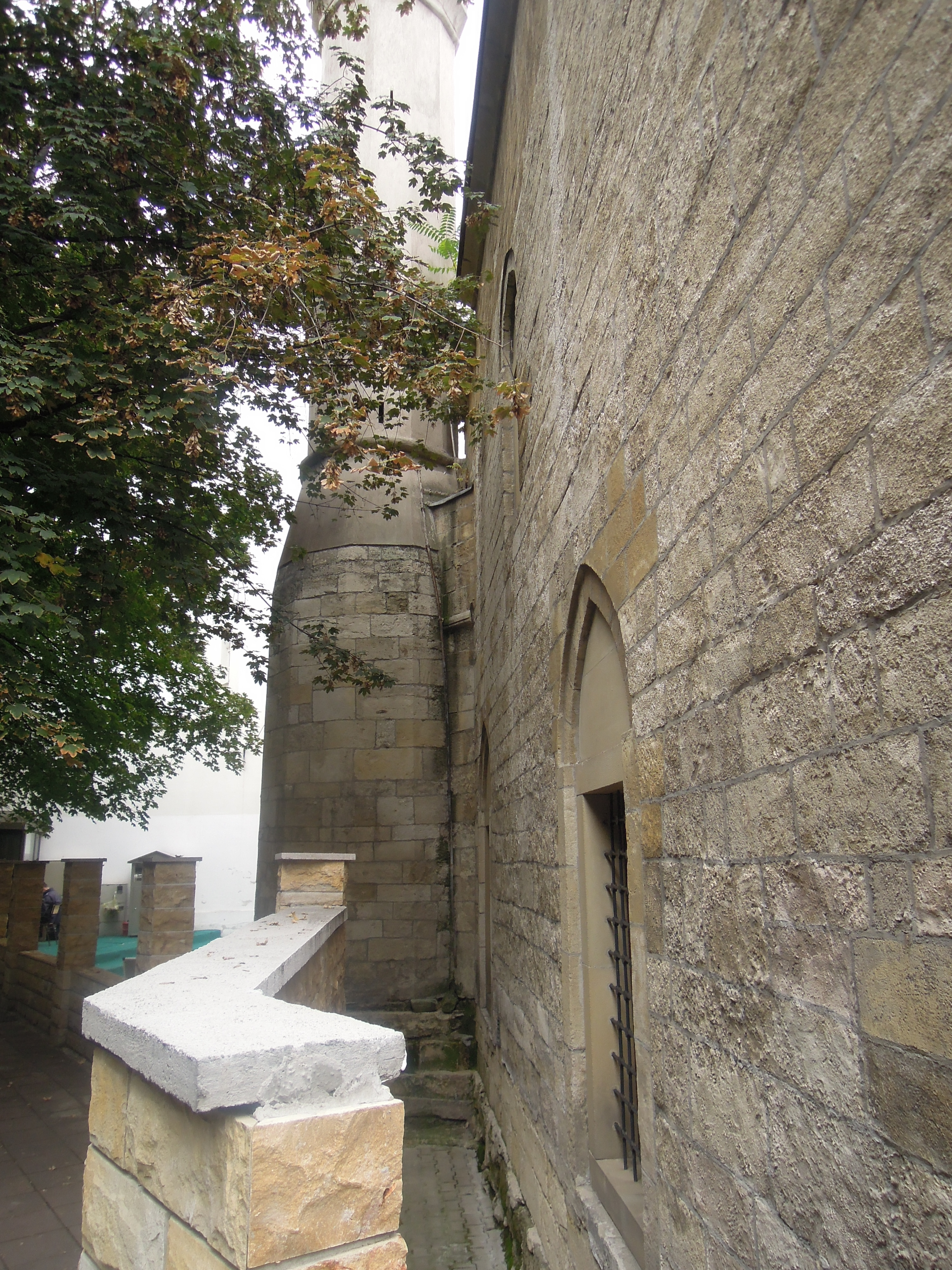
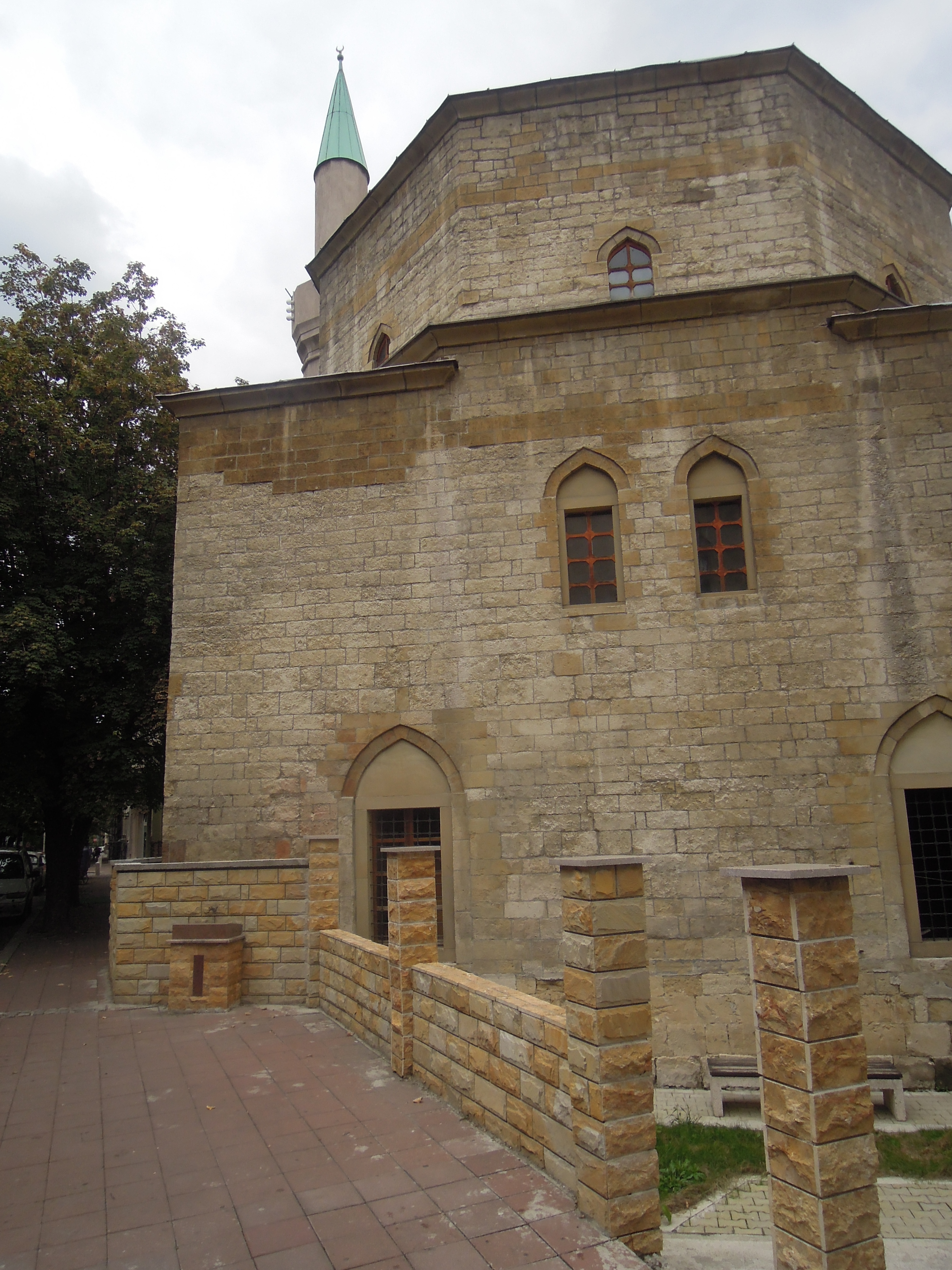
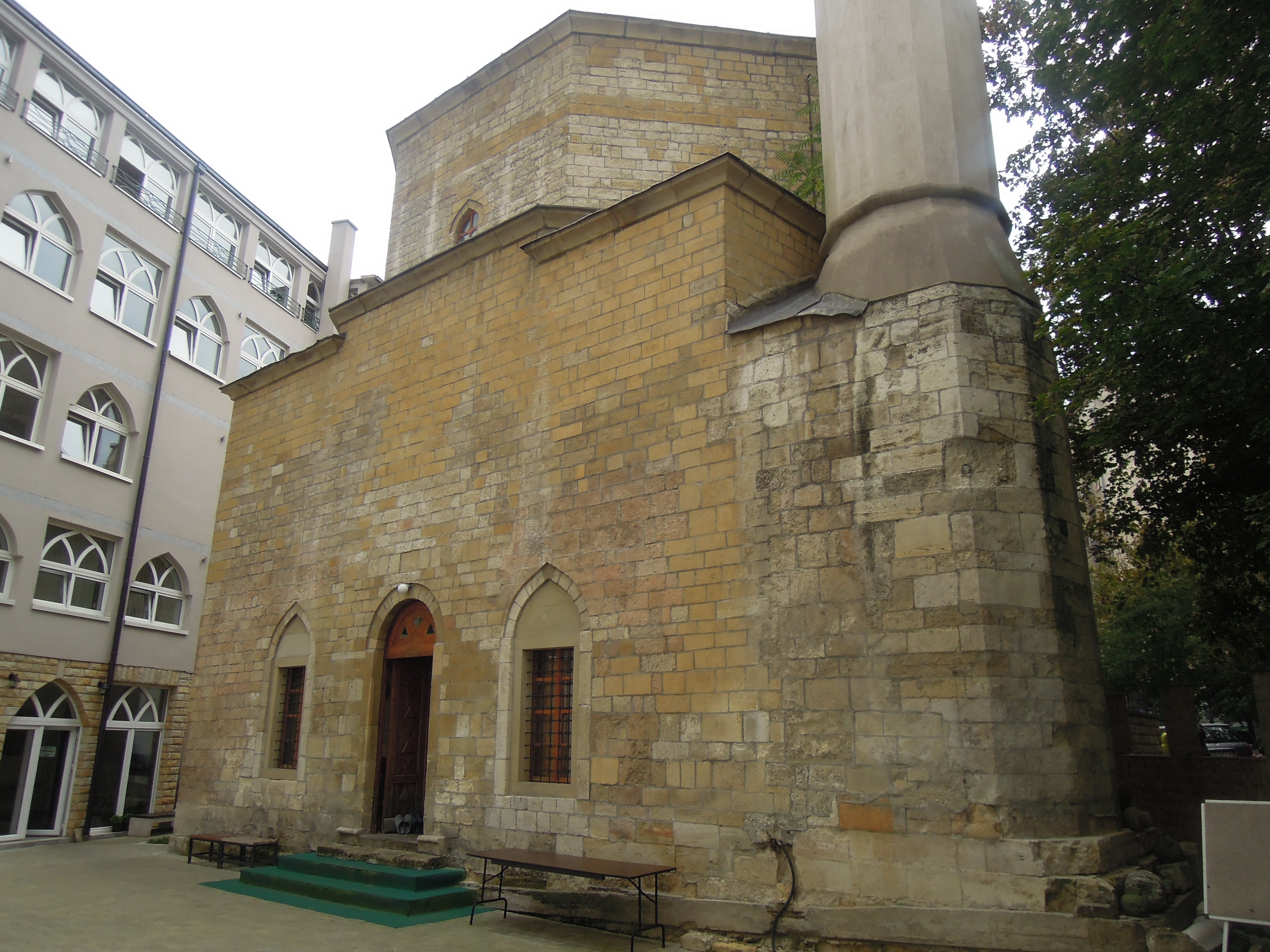
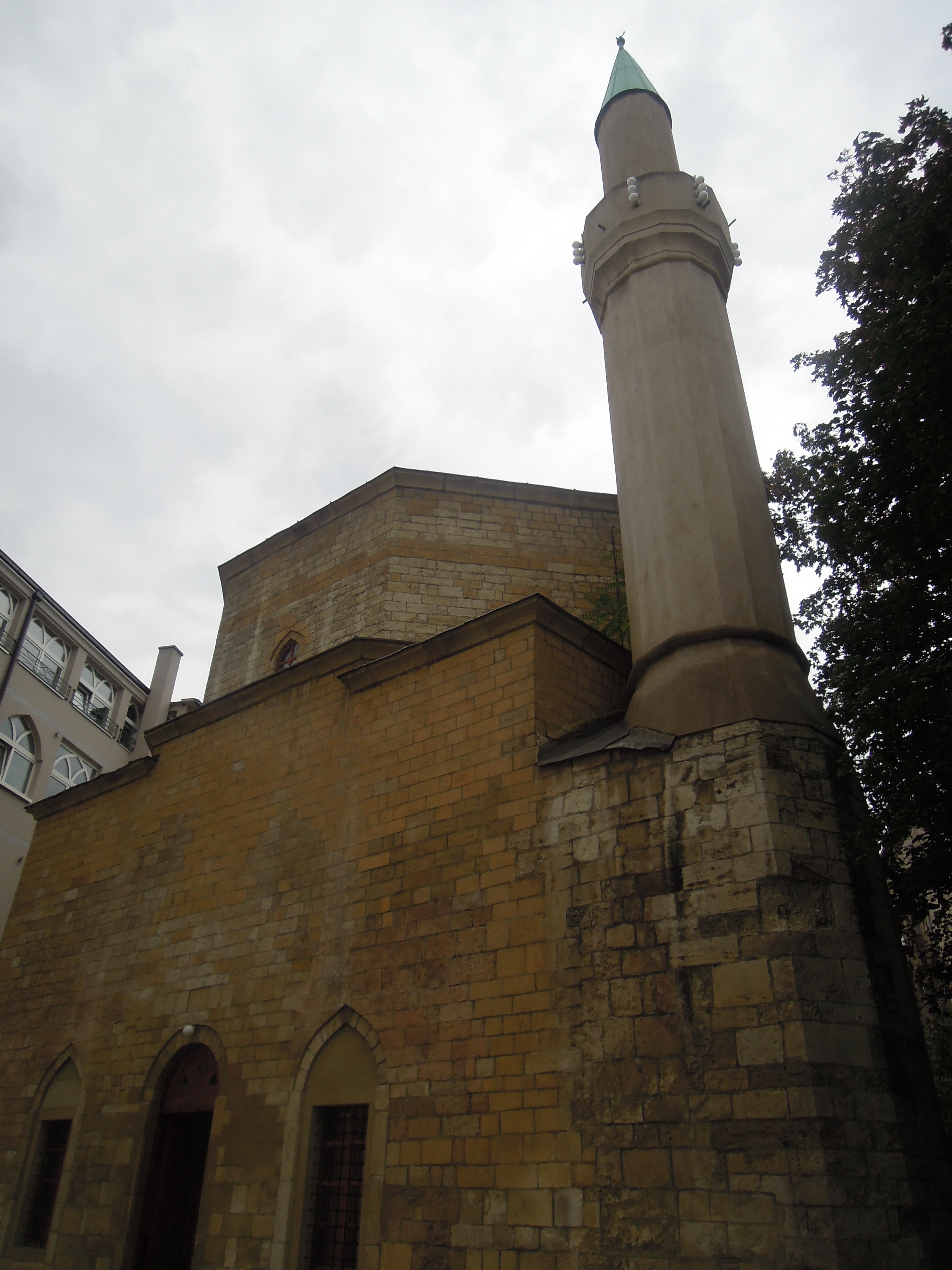
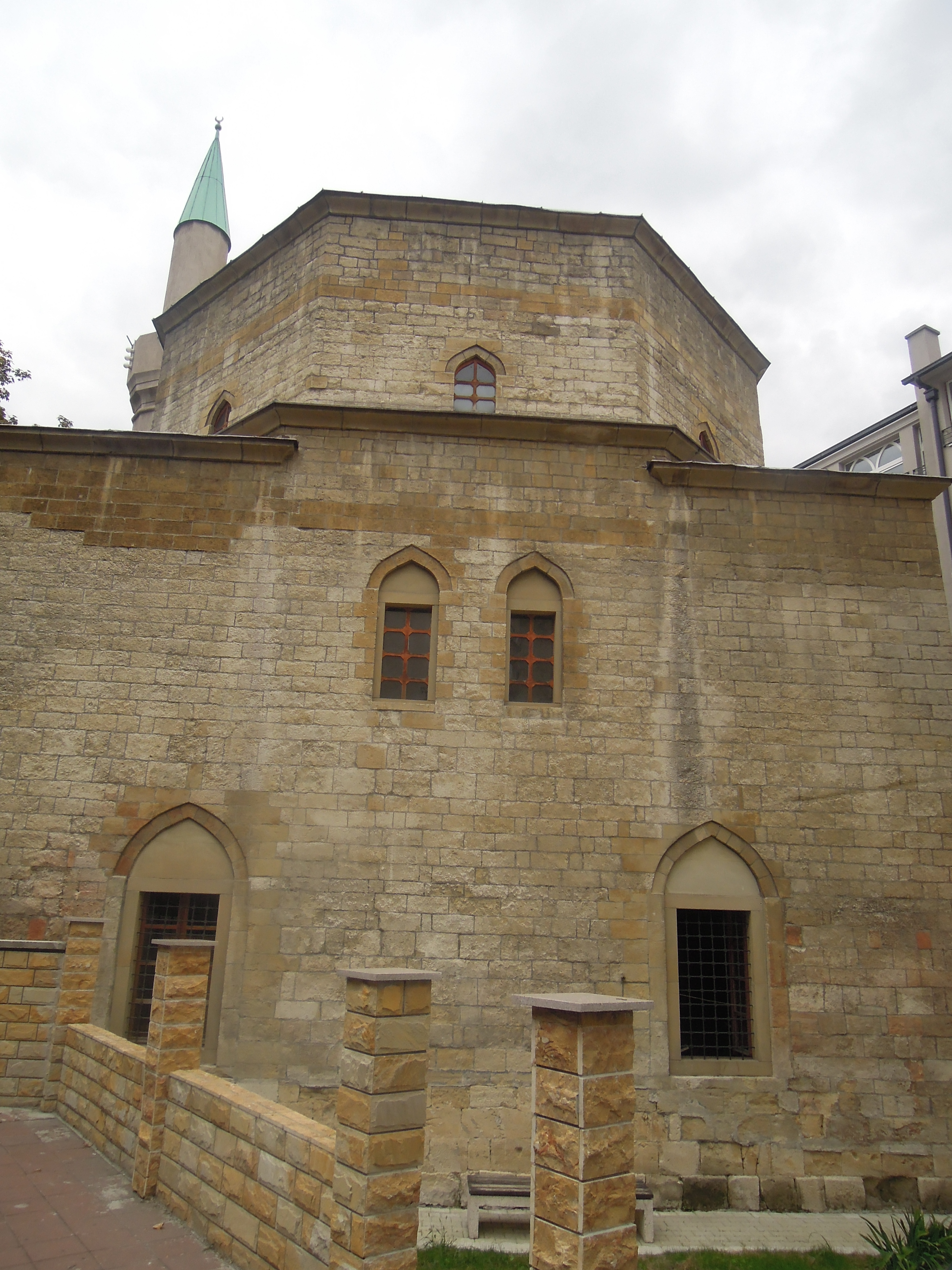
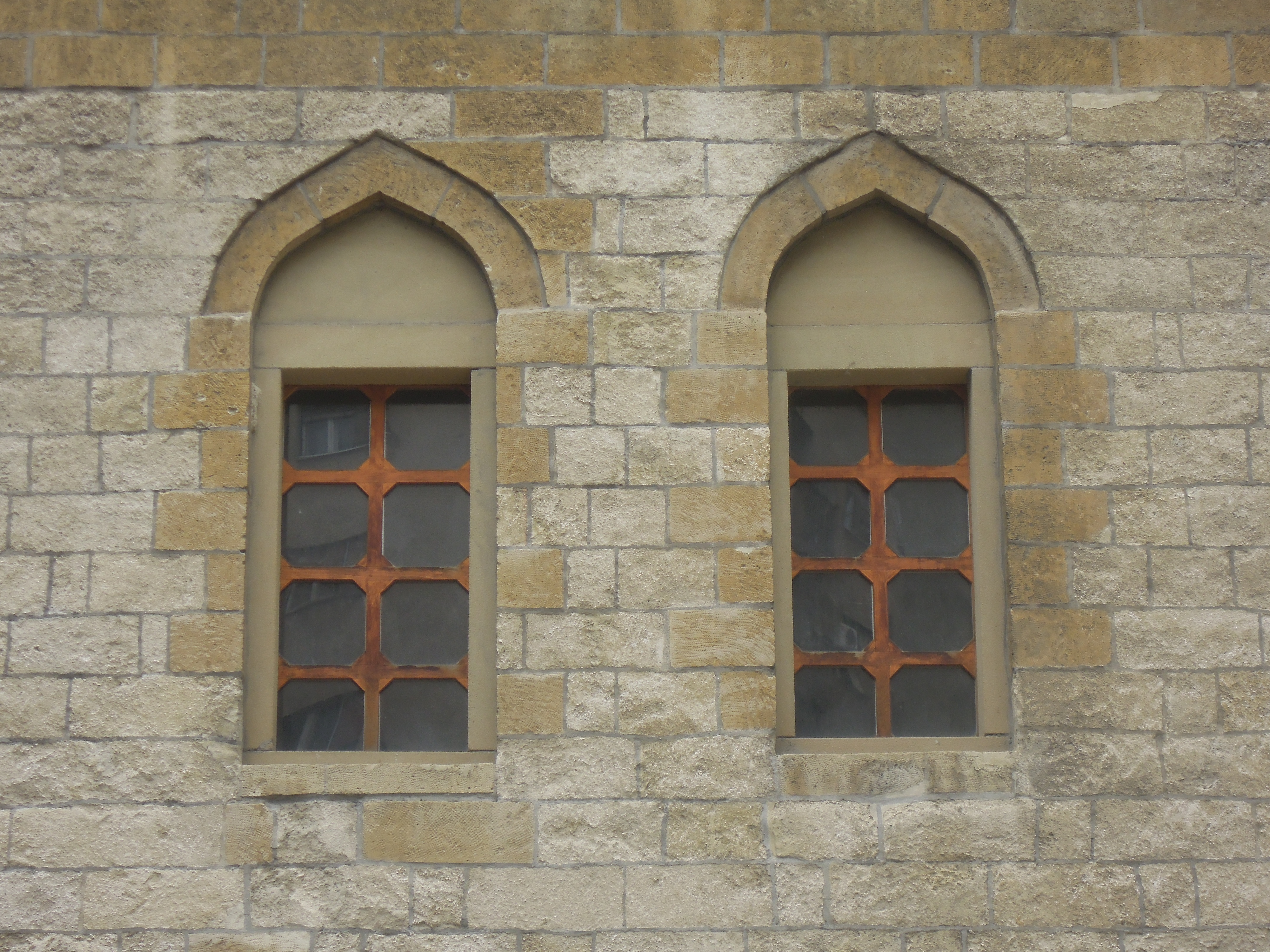
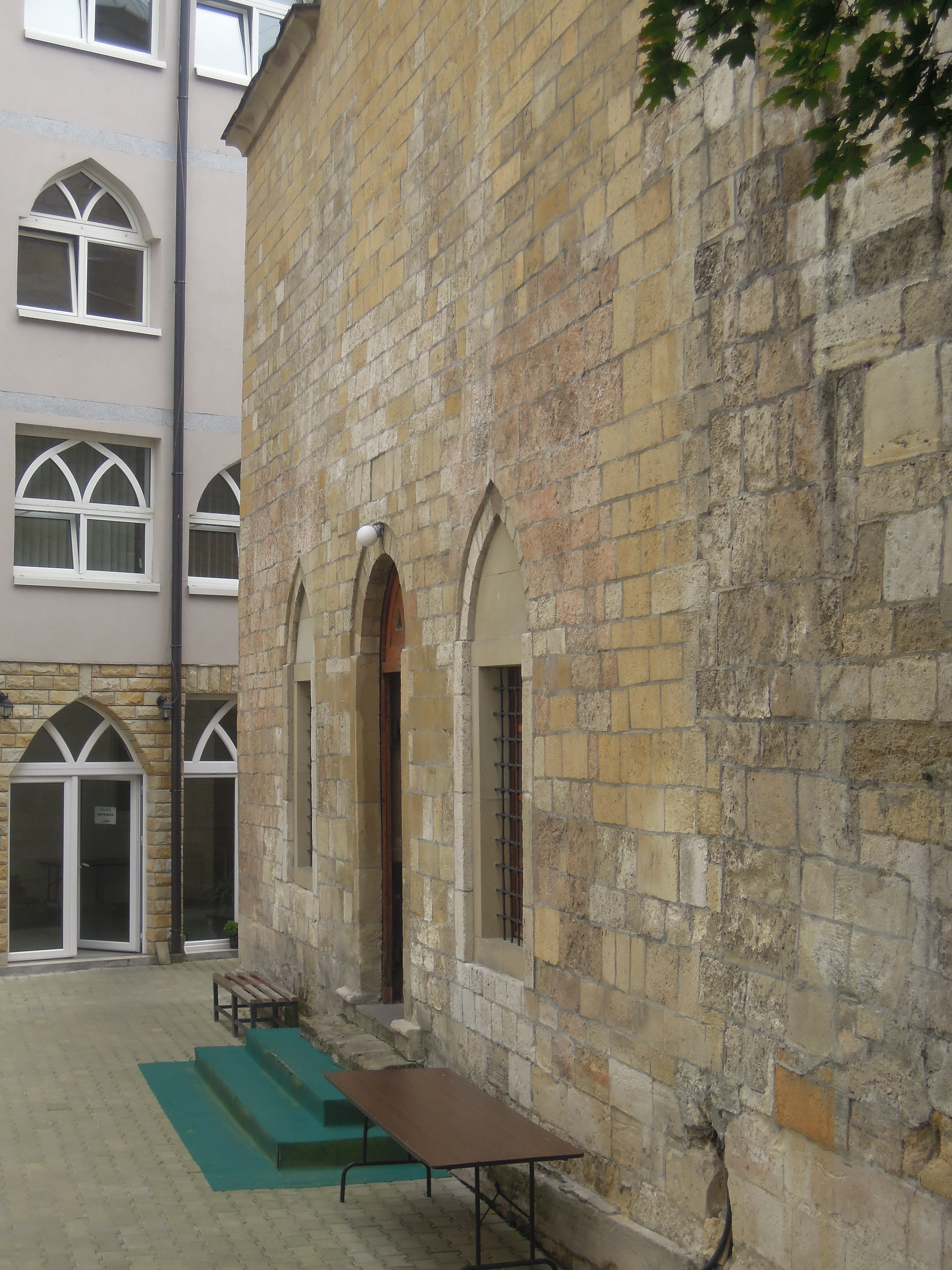
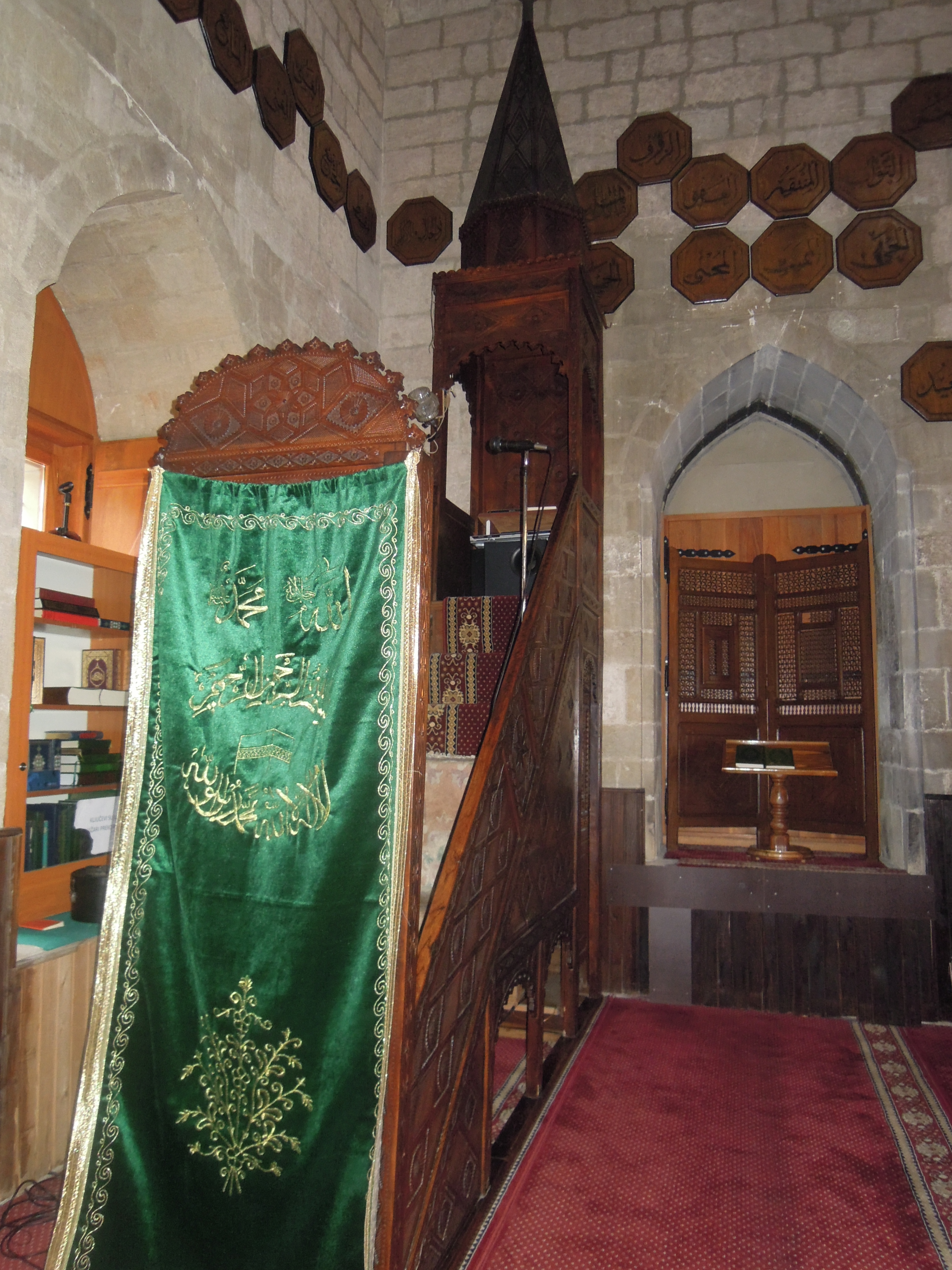
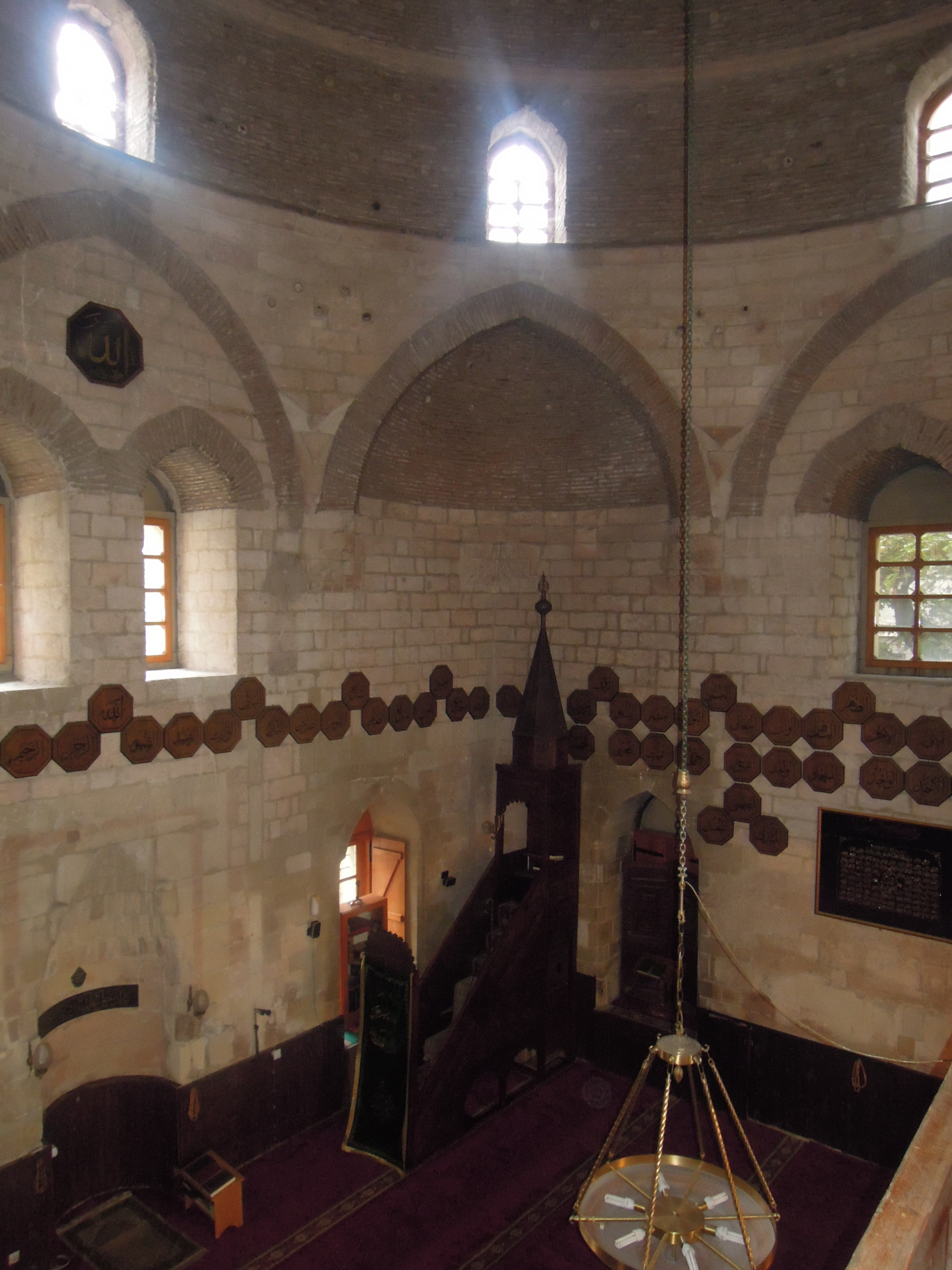
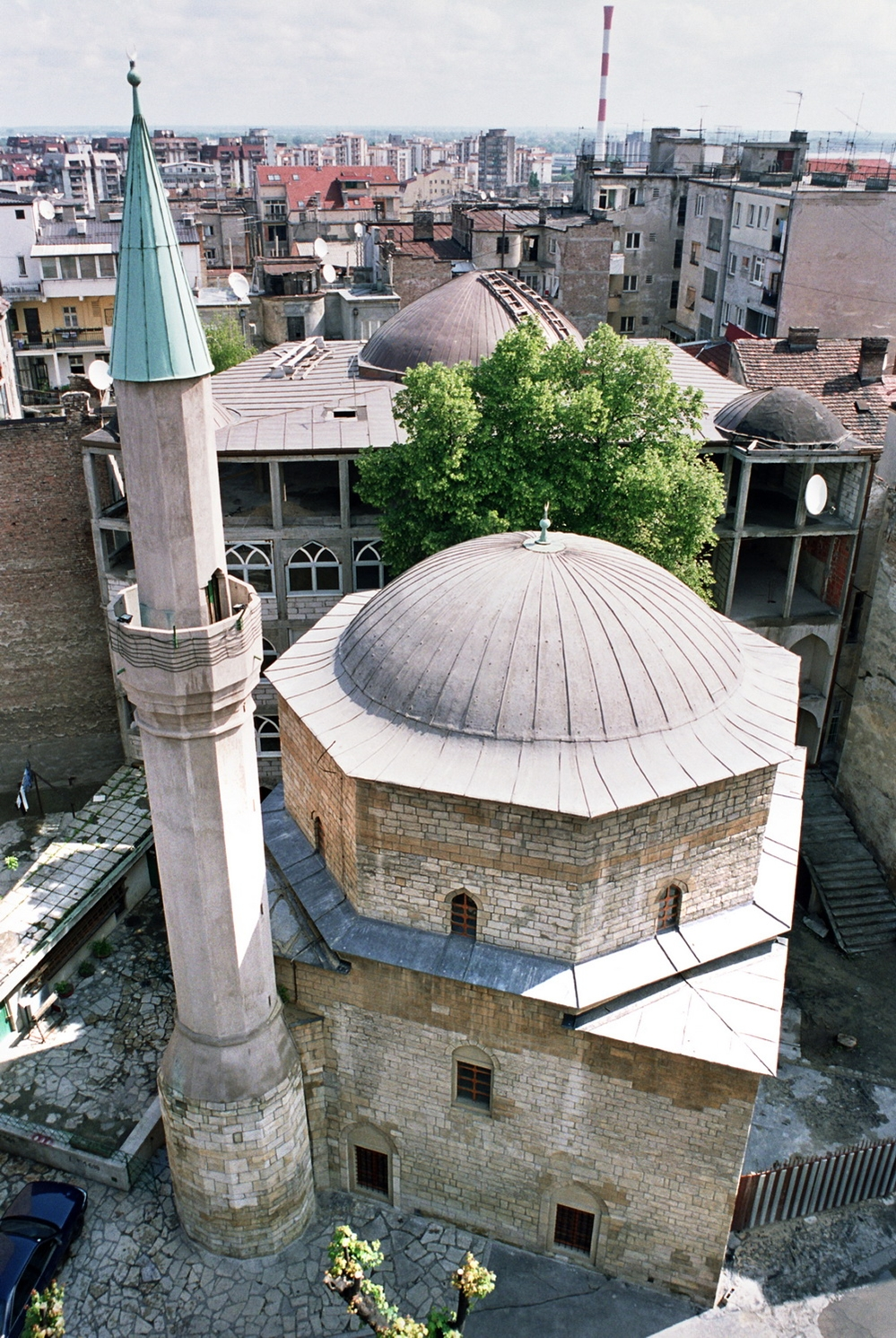